# Бреховские острова
Бреховские острова — группа островов в дельте Енисея, на территории Таймырского Долгано-Ненецкого района Красноярского края России.
Острова получили своё название от семьи Бреховых, промышлявших на островах в начале XVIII века.
В 1994 году острова были включены в перечень водно-болотных угодий международного значения, подпадающих под действие Рамсарской конвенции.

## Общая физико-географическая характеристика
Практически вся группа является низменной болотистой равниной дельтового типа, состоящей из множества островов разного размера, разделённых протоками. Максимальная высота — не более 10 метров над уровнем моря. Очертания островов и проток заметно изменяются год от года. Острова левобережья в основном сложены озерно-аллювиальными и дельтовыми отложениями верхнего плейстоцена и голоцена, супесчано-суглинистыми осадками с многочисленными прослоями растительного детрита, торфа и полигонально-жильными льдами. На правобережье преобладают суглинистые отложения с прослоями песков, галечников, торфа и жилами льдов. Это в основном морские и ледниково-морские осадки верхнего плейстоцена. Высокие террасы Енисея сложены в основном песчаными породами. Фрагментами на правом берегу Енисея выходят меловые породы.
Низменная дельтовая равнина на островах и левобережье Енисея усыпана многочисленными небольшими озёрами и спущенными озёрными котловинами. Многочисленные тундровые озера обычно не глубже 2-3 м, но встречаются отдельные водоёмы глубиной до 15-20 м. К останцам более высоких террас примыкают низменные песчаные побочни, ежегодно затапливаемые в половодье и при высоких уровнях воды.

### Климат
Среднегодовая температура воздуха — около −11°С, температура самого тёплого месяца (июля)- +11=13°С. Самая низкая температура, −56°С, зарегистрирована в январе, самая высокая, +31°С,- в июле. Количество осадков за год — около 375 мм. Снежный покров устанавливается 7-8 октября, сходит 7-8 июня, всего 244 дня со снежным покровом.

### Животный и растительный мир
Южная часть островов занята южнотундровыми сообществами. Преобладают сочетания лугов и ивняковых и ольховых зарослей. На водоразделах распространены кустарниковые тундры. К северу от устья Танамы преобладают южные варианты типично тундровой растительности. Ивняки распространены спорадично. На водоразделах, террасах и озёрных котловинах преобладают типичные ерниковые тундры.
На Бреховских островах обитают более 100 видов птиц. Из редких и охраняемых видов в дельте Енисея встречаются белоклювая гагара, орлан-белохвост, сапсан, малый лебедь, краснозобая казарка, пискулька. Устье Енисея — один из важных центров обилия и разнообразия сиговых видов рыб и сибирского осетра.

## Хозяйственное использование
На территории островов и в окрестностях проживают три коренных национальности: долганы, ненцы и энцы. Основные направления хозяйства местного населения в регионе — оленеводство, рыболовство, зимняя охота на песца. В пределах пойм рек и островов основное значение имеет рыболовство.
В 1999 году на территории создан государственный природный заказник «Бреховские острова». В состав заказника входят острова внутренней дельты реки Енисей и притоков, болота и озера. Общая площадь заказника — 288,5 тыс. га.
На территории водно-болотных угодий и заказника Бреховские острова находится 70 % Западно-Иркинского нефтегазового лицензионного участка.